# Гајро Сант'Елена (Ољастра)
Гајро Сант'Елена је насеље у Италији у округу Нуоро, региону Сардинија.
Према процени из 2011. у насељу је живело 1321 становника. Насеље се налази на надморској висини од 692 м.